# Associazione Sportiva Martina 1986-1987
Questa voce raccoglie le informazioni riguardanti l 'Associazione Sportiva Martina nelle competizioni ufficiali della stagione 1986-1987.

## Rosa
| N. |                   | Ruolo | Calciatore               |
| -- | ----------------- | ----- | ------------------------ |
|    | Italia (bandiera) | A     | Antonio Arena            |
|    | Italia (bandiera) | D     | Fernando Argentieri      |
|    | Italia (bandiera) | D     | Roberto Bortolussi       |
|    | Italia (bandiera) | C     | Angelo Basile            |
|    | Italia (bandiera) | C     | Davide Castagna          |
|    | Italia (bandiera) | C     | Massimiliano Cianciaruso |
|    | Italia (bandiera) | P     | Alfredo Cimino           |
|    | Italia (bandiera) | A     | Vincenzo Colaprete       |
|    | Italia (bandiera) | A     | Vincenzo Corrente        |
|    | Italia (bandiera) | D     | Andrea De Comite         |
|    | Italia (bandiera) | P     | Vito Gambardella         |
|    | Italia (bandiera) | D     | Mario Guadalupi          |
|    | Italia (bandiera) | D     | Tommaso Lo Gatto         |

| N. |                   | Ruolo | Calciatore           |  |
| -- | ----------------- | ----- | -------------------- |  |
|    | Italia (bandiera) | C     | Giovanni Miccolis    |  |
|    | Italia (bandiera) | C     | Paolo Michelini      |  |
|    | Italia (bandiera) | D     | Guglielmo Monteleone |  |
|    | Italia (bandiera) | A     | Antonio Montanaro    |  |
|    | Italia (bandiera) | D     | Armando Pellegrini   |  |
|    | Italia (bandiera) | P     | Nicola Petrullo      |  |
|    | Italia (bandiera) | C     | Giacomo Pettinicchio |  |
|    | Italia (bandiera) | C     | Cosimo Presicci      |  |
|    | Italia (bandiera) | D     | Rossano Redi         |  |
|    | Italia (bandiera) | D     | Antonio Tripepi      |  |
|    | Italia (bandiera) | D     | Antonio Viccari      |  |
|    | Italia (bandiera) | C     | Francesco Villirillo |  |

## Risultati

### Campionato

#### Girone di andata
| 21 settembre 1986 1ª giornata | Benevento | 0 – 0 | Martina |  |

| 28 settembre 1986 2ª giornata | Martina | 0 – 0 | Livorno |  |

| 5 ottobre 1986 3ª giornata | Cosenza | 1 – 0 | Martina |  |

| 12 ottobre 1986 4ª giornata | Martina | 1 – 0 | Salernitana |  |

| 19 ottobre 1986 5ª giornata | Brindisi | 0 – 0 | Martina |  |

| 26 ottobre 1986 6ª giornata | Martina | 3 – 1 | Foggia |  |

| 2 novembre 1986 7ª giornata | Barletta | 2 – 1 | Martina |  |

| 9 novembre 1986 8ª giornata | Martina | 2 – 0 | Sorrento |  |

| 16 novembre 1986 9ª giornata | Teramo | 0 – 0 | Martina |  |

| 23 novembre 1986 10ª giornata | Martina | 0 – 0 | Campania Puteolana |  |

| 30 novembre 1986 11ª giornata | Martina | 2 – 1 | Licata |  |

| 7 dicembre 1986 12ª giornata | Catanzaro | 2 – 0 | Martina |  |

| 14 dicembre 1986 13ª giornata | Martina | 2 – 0 | Siena |  |

| 21 dicembre 1986 14ª giornata | Monopoli | 1 – 1 | Martina |  |

| 4 gennaio 1987 15ª giornata | Reggina | 2 – 0 | Martina |  |

| 11 gennaio 1987 16ª giornata | Martina | 1 – 2 | Casertana |  |

| 18 gennaio 1986 17ª giornata | Nocerina | 1 – 0 | Martina |  |

#### Girone di ritorno
| 25 gennaio 1987 18ª giornata | Martina | 1 – 0 | Benevento |  |

| 1º febbraio 1987 19ª giornata | Livorno | 2 – 0 | Martina |  |

| 8 febbraio 1987 20ª giornata | Martina | 2 – 2 | Cosenza |  |

| 15 febbraio 1987 21ª giornata | Salernitana | 1 – 0 | Martina |  |

| 22 febbraio 1987 22ª giornata | Martina | 1 – 1 | Brindisi |  |

| 1º marzo 1987 23ª giornata | Foggia | 4 – 0 | Martina |  |

| 8 marzo 1987 24ª giornata | Martina | 1 – 1 | Barletta |  |

| 15 marzo 1987 25ª giornata | Sorrento | 1 – 0 | Martina |  |

| 29 marzo 1987 26ª giornata | Martina | 4 – 0 | Teramo |  |

| 5 aprile 1987 27ª giornata | Campania Puteolana | 3 – 0 | Martina |  |

| 18 aprile 1987 28ª giornata | Licata | 0 – 0 | Martina |  |

| 26 aprile 1987 29ª giornata | Martina | 1 – 1 | Catanzaro |  |

| 3 maggio 1987 30ª giornata | Siena | 0 – 0 | Martina |  |

| 17 maggio 1987 31ª giornata | Martina | 0 – 0 | Monopoli |  |

| 24 maggio 1987 32ª giornata | Martina | 0 – 1 | Reggina |  |

| 31 maggio 1987 33ª giornata | Casertana | 3 – 0 | Martina |  |

| 7 giugno 1987 34ª giornata | Martina | 0 – 0 | Nocerina |  |